# Elis Ligtlee
Elis Ligtlee, född den 28 juni 1994 i Deventer, är en nederländsk tävlingscyklist.
Hon tog OS-guld i keirin i samband med de olympiska tävlingarna i cykelsport 2016 i Rio de Janeiro..